# BookWyrm
BookWyrm és una comunitat virtual de catalogació de llibres i lectures, en la qual es permet a l'usuari la creació de prestatgeries, llistes i ressenyes per monitorar i compartir les seves lectures i seguir i descobrir la dels amics i contactes.
Bookwyrm forma part del Fedivers, com Mastodon, WordPress o Pixelfed, per la qual cosa és una xarxa lliure, descentralitzada i "anticorporativa". Es considera, per això, una alternativa lliure a Goodreads i similars, en la qual les dades no es monetitzen. El projecte ha estat creat i mantingut per Mouse Reeve.
El nom prové d'un joc de paraules entre bookworm (lector voraç, literalment 'cuc de llibres' en anglès) i wyrm (o sierpe, com a forma antiga en anglès d'anomenar una serp de gran grandària).

## Federació
A diferència de Goodreads, Bookwyrm se sustenta en programari lliure i està integrat en el Fedivers, això implica que el programari usa el protocol ActivityPub per a permetre la interacció amb altres xarxes. A més, és una xarxa descentralitzada, per la qual cosa es compon de diferents servidors (amb diferents regles i codis de conducta) que estan federats entre si.
El sistema està connectat a les bases de dades d'Open Library, per la qual cosa depèn però dels llibres allotjats allí. En el cas de no estar allotjat un llibre es pot afegir a mà.

## Característiques
Dins de Bookwyrm es permeten les següents accions, a més de la importació de dades d'altres plataformes (goodread, etcètera):
- Catalogació de llibres en "prestatgeries". De manera predeterminada: llibres "per a llegir", "llegint actualment", "llegits", "deixat de llegir".
- Escriure ressenyes, comentaris o cites de cada llibre
- Puntuar cada llibre amb 1-5 estrelles
- Creació de llistes i noves prestatgeries
- Veure i comentar les ressenyes o comentaris dels teus contactes
- Configurar cada publicació com a privada, pública, o visible sols pels contactes acceptats.
- Difondre en altres xarxes del fedivers.
- Afegir llibres a mà (que no estiguin en Open Library o en altres servidors de bookwyrm)